# مانستر های: بویورک، بویورک
مانستر های: بویورک، بویورک (به انگلیسی: Monster High: Boo York, Boo York) که با عنوان بویورک، بویورک: یک موزیکال هیولاوار! (به انگلیسی: Boo York Boo York: A Monsterrific Musical!) نیز شناخته می‌شود، یک فیلم کودکانهٔ ماجراجویی، فانتزی، موزیکال و پویانمایی رایانه‌ای محصول سال ۲۰۱۵ است که در ۲۹ سپتامبر به‌صورت رسانهٔ خانگی منتشر شد و در ۲۵ اکتبر از شبکهٔ نیکلودئون به‌عنوان یک ویژه‌برنامه تلویزیونی پخش گردید.
این فیلم به کارگردانی ویلیام لائو و نویسندگی کیت واگنر، که داستان و فیلم‌نامهٔ آن‌را نیز نوشته است، نهمین فیلم در فهرست فیلم‌های انیمیشنی کامپیوتری و دوازدهمین فیلم انیمیشنی کلی است که بر اساس مجموعهٔ عروسک‌های مانستر های شرکت متل ساخته شده‌است. موسیقی متن این فیلم در جدول‌های آلبوم‌های کودکان و موسیقی متن‌های بیلبورد آمریکا قرار گرفته‌است.